# SIREN (ゲームソフト)
『SIREN』（サイレン）は、ソニー・コンピュータエンタテインメント（略: SCEI、現: ソニー・インタラクティブエンタテインメント）が発売したPlayStation 2用のホラーゲーム。
キャッチコピーは「どうあがいても、絶望。」。
2006年2月9日には続編の『SIREN2』が発売された。同年にはその『2』をベースにした映画『サイレン 〜FORBIDDEN SIREN〜』も公開された。また、ゲーム・映画のアナザーワールドとして漫画『サイレン 〜ETERNAL SIREN〜』がある。
2008年7月24日、PS3で第3作『SIREN:New Translation』が発売された。
2014年7月17日には本作のコミカライズ版『SIREN -赤イ海ノ呼ビ声-』、2018年3月2日には本作の実質的なリブート版『SIREN ReBIRTH』が連載された。
ヨーロッパでの名称は『Forbidden Siren』、韓国版及び中国語版では『死魂曲 SIREN』となっている。
本作は2003年（昭和78年）の日本の寒村・羽生蛇村を舞台に、土着的・民俗的なモチーフを題材とした3Dアクションホラーゲームである（パッケージには「ジャパンダークサイドモダンホラー」と明記されている）。一種のテレパシーのように敵が見ている映像を盗み見る、「視界ジャック」というシステムを特徴としている。
本作は『サイレントヒル』と『夜明けのマリコ』にかかわった外山圭一郎がディレクションを務め、佐藤直子がシナリオを手掛けた。ジャケットの絵は『屍鬼』、スティーブン・キングやディーン・R・クーンツの文藝春秋版でカバー絵を担当している藤田新策が起用されている。また、現実世界との融合をはかるため、「オカルトランド掲示板」「都市伝説調査隊」などのサイトを開設している。「オカルトランド掲示板」では須田恭也（SDK）が羽生蛇村へ発つ直前に書き込みを残している。
2004年10月7日、様々な追加要素を加えた『SIREN SPECIAL EDITION』が発売予定であったが、発売中止となっている。初回版の売れ行きが悪かった為、発売中止となったとされているが、ディレクターの外山圭一郎は、『SIREN SPECIAL EDITION』の発売中止理由について、当時の会社のポリシー的な部分の議論があって、その結果、納得の上で発売を取り下げる形となったとも語っている。また、2006年には、サム・ライミが主宰する「ゴーストハウス・ピクチャーズ」に映画化権が許諾され、『SIREN』を原作にした映画版が制作される予定になっていた。しかし結局その後の進展はなく、実際には制作されていない。『SIREN:New Translation』はこの映画版と連動して発売する予定であった。

## ゲームの特徴
本作では戦闘に慣れていないキャラクター達が、後述の「視界ジャック」を駆使して敵から身を隠しながらシナリオを進めていく。武器が手に入らないキャラクターも多く、戦闘を回避せざるをえない状況が少なくない。敵を倒さなければならない状況でも、使用できる武器は一部を除いて基本的に鉄パイプやバールなどの現実でも手に入りやすい日用品や工具である。銃なども登場するが警察官の持つ拳銃や村田銃など、日本でも手に入れられるものに限られる。体力回復のアイテムは存在しないが、敵味方問わずダメージを受けても「赤い水」の影響で徐々に回復していく。
シナリオの攻略には、本作品の敵が倒してもしばらくするとその場で復活すること、キャラクターが走り続けていると次第に息を切らし移動速度を落としてしまうことを考慮しなければならず、敵を力業で全滅させながら進むといった方法が許されない。また、プレイヤーキャラクターや同行者の体力も低く、近接攻撃でも数発、銃撃なら1～2発受けただけで死亡してしまう。これらは『バイオハザード』シリーズが確立したような、銃火器や特殊兵器の扱いに慣れた重装備の主人公らが、敵をどんどん殲滅しながら物語を進めていく形式の3Dホラーゲームとは対照的である。
シナリオ全体は複数のキャラクターが時間・場所を違えながら進んでいき、それぞれがとった行動が他のシナリオやプレイ難易度に影響を与えることもある。特にメイン主人公である須田恭也、竹内多聞、宮田司郎の3人は物語の進行に大きな影響を与えていく。また、シナリオにはクリア条件が2つ用意されているものがある。それは『SIREN』の羽生蛇村は「永遠にループする世界」の中の僅かな行動の相違によって、シナリオが分岐・変化していくことを表したものである。
このゲームは普通にクリアしただけでは謎は解明できない。隠されているアーカイブを全て見つけ、関連書籍を全て読むことによりようやく窺い知ることが出来る。どちらかというとゲーム内の謎を考察してネット上の掲示板で自分たちの意見をやりとりしながら、自分なりの回答を見つけることの方が重要である。公式ホームページに掲載されているSIRENの外伝「羽生蛇村異聞」で少しずつ謎を明かしてはいるが、逆に新たな謎が派生することの方が多い。

### 視界ジャック
本作を進めるうえで欠かせない能力であり、一時的に他人の視覚と聴覚を盗用することができる。主人公達は視界ジャックを駆使して敵との戦闘を回避したり、攻略のヒントを得たりする。視界ジャックの際、画面にはキャラクターの視界と、盗用した相手の視界（盗用視界）とが映し出される。物語では「幻視」と呼ばれている。
視界ジャックでは、まず、キャラクターが目を閉じ視覚と聴覚を盗む対象をサーチする。サーチ中は画面上の盗用視界側に、ノイズ（スノーノイズ）が走っているだけだが、ジャック対象を確保すると盗用視界が映し出される。それと同時にスピーカーからは、ジャック対象が聞いている音声（または発した音）が流れてくる。ジャック中は、盗用視界にキャラクター自身の位置が十字マーク（自身は青、同伴の仲間は緑）で表示される。視界ジャックを終えた後でも、最後にジャックした敵の位置は、キャラクターの視界に赤い十字マークでしばらく表示される。これらのマークは壁などに隔たれていても見える。
視界ジャックが攻略上欠かせないのは、地図上にキャラクターおよび敵の位置が表示されず、また、キャラクターの視界が数歩程と短く周囲の状況を察知しづらいほどの暗さだからである。そのため、視界ジャックにより、敵の位置とその行動パターンを把握することが必要となる。それ以外に、攻略上必要なアイテムを隠す敵の視覚や、攻略のヒントをつぶやく敵の聴覚を盗む必要もある。本作の敵はキャラクターを発見したとたんに襲い掛かってくるため、視界ジャックを行わない場合このようなアイテムやヒントを収集することが困難になってしまう。
ジャックした敵の視界は、キャラクターの視界よりも遠くまで見渡せるようになっている。また、その鮮明度は、キャラクターと敵との距離や、視界ジャック能力の高さ、半屍人化の進行度等によって異なるようである。視界ジャックは、同行するキャラクターに対しても使用でき、登場人物の一人が犬の視界をジャックして活動している場面なども見られる。

## あらすじ
1976年（昭和51年）8月3日深夜0時、××県三隅郡に位置する羽生蛇村（はにゅうだむら）が大規模な土砂災害により壊滅した。
27年後の2003年（昭和78年）8月1日、羽生蛇村でかつて大量虐殺が起きたという都市伝説に興味を持った高校生・須田恭也が単身で村を訪れるが、深夜の森で村人たちが行っている怪しげな儀式を目撃する。その姿を村人に見られ逃げ出す最中、突如として村に大音量のサイレンが鳴り響く。すると山中にあるはずの村の周囲が赤い海で囲まれ、村には正気失っているような村人たちが徘徊し始める。
逃避行の最中、須田は盲目の少女・神代美耶子と出会う。ともに行動する中で恭也は彼女が数十年おきに行われる「村の儀式の生贄」だと知る。そんな彼女を救うべく、恭也は2人で村から脱出しようと美耶子と行動を開始するのであった。
時を同じくして、村の秘祭を調査に訪れていた民俗学者・竹内多聞とその教え子の安野依子、村の若き医師・宮田司郎、儀式に失敗した求導師・牧野慶、村の老猟師・志村晃、テレビ番組の取材で村を訪れた元グラビアアイドル・美浜奈保子、数年ぶりに村に帰郷してきた・恩田理沙、村の小学生四方田春海とその教師・高遠玲子、村の中学生・前田知子は、それぞれ境遇を異にしながらも怪異に巻き込まれ、村を徘徊する屍人からの逃避行を重ねていく。
そして慈愛に満ちた表情で人々の前に現れる謎多き女・八尾比沙子は、次第にその本性を露わにし、自らを呪いから解放すべく儀式を強行しようと暗躍する。怪異の元凶である異形の神・堕辰子（だたつし）の復活を阻止せんと、人々は絶え間なくループする3日間と戦うことになる。

## 登場人物
登場人物の外見はすべて演者の外見をモデルに作成されている。

### 操作キャラクター
須田恭也（すだ きょうや）
演 - 篠田光亮
本作のメイン主人公の一人。中野坂上高等学校所属の高校2年生。1986年（昭和61年）7月26日生まれ。
オカルト好きではあるが、好奇心旺盛なごく普通の少年。通称SDK。
羽生蛇村で起こった“一人の村民による全住民の大虐殺”という衝撃的な事件の噂に惹かれ、夏休みを利用して羽生蛇村を訪れる。羽生蛇村付近の山中でマウンテンバイクがパンクし彷徨っていたところ、村で行われていた怪しげな儀式を偶然目撃し異変に巻き込まれた。
直後に石田徹雄に撃たれたが赤い水の力で一命を取り留め、怪異の中出会った盲目の少女・神代美耶子とともに村からの脱出を目指す。途中、美耶子の血を体内に取り込んだため神代の血族に受け継がれてきた堕辰子（だたつし）の呪いを引き受け不死身となる。その後、神代淳によって美耶子と引き離されるが安野依子と共に屍人の巣に潜入する。儀式の遂行により肉体を失った美耶子と「全てを終わらせる」約束を交わし、霊体となった彼女の導きと宇理炎（うりえん）と呼ばれる神の武器、高遠によって解放された村の聖獣「木る伝」が宿った宝刀「焔薙（ほむらなぎ）」を用いて呪いの根源である「堕辰子（だたつし）」を倒し、その首を切り落とすことに成功する。
その後、愛用のウォークマンに繋いだ赤いヘッドホンから流れるハードロックを聴きながら、宇理炎と焔薙に加え背中に二丁の猟銃を背負った完全武装の姿で羽生蛇村の屍人を殲滅するが、現実世界に帰還することは叶わなかった。
なお、この羽生蛇村の住人をたった一人で滅していく恭也の姿が「××村三十三人殺し」事件として外部へ伝わったため、結果的に恭也は自分で自分を招き寄せてしまったことになる。
続編『SIREN2』では、屍人を狩り続けながら美耶子の霊と共に長く異界をさまよった後、夜見島に召喚される。その時には「異界ジェノサイダー」という、人ならざるものを滅する存在になっていた。加えて「形見」以外のシナリオをクリアすると「殲滅」という隠しシナリオが出現し、そこで唯一「異界ジェノサイダー」として使用できる。
竹内多聞（たけうち たもん）
演 - 舘正貴/幼少期 - 外山朔弥（声 - 奥澤惇）
メイン主人公の一人。城聖大学に勤務する民俗学講師。1969年（昭和44年）2月14日生まれ。
羽生蛇村の出身で村の郷土史家の竹内臣人と竹内好子夫妻の息子。27年前の土砂災害によって両親を亡くしている（ただし、実際は完全な屍人化を抑えながら水門の底にいた）。
竹内の家系は志村家同様に感の鋭い者が生まれる血筋で、それ故か霊感が強い。そのため子供の頃から怪異現象に触れることとなり、普通の人には視えないものが視えてしまう（井戸の桶から出た子供の手がその例）。
竹内の専門は民俗学だが、考古学から宗教学、果ては神話やオカルトの類にまで興味を示し、その前衛的過ぎる理論から学会では異端児扱いされている。
羽生蛇村の調査中、突如異変に巻き込まれるが事態を予測していたのか拳銃を用意していた（入手ルートは不明）。強引に付いてきた教え子の安野依子とともに脱出をはかる。
作中、屍人化した志村晃が多聞を狙撃しようとしてためらうが、その理由は多聞が父の臣人に酷似しており、志村家と竹内家で親交があったためである。
屍人の巣で美耶子の血を取り込んでいた須田の血液が微量に体内へ入ったために、屍人化の進行が中途半端な形で食い止められる。外見等はほとんど健常時と変わらないが屍人である両親の姿は人間に見え、逆に人間である依子は怪物に見えてしまう。
ダムが爆破されたことによって解放された両親（竹内には生前の姿として映っていた）と共に涙を流し再会を喜んでいたが、突如現れた依子に親を目の前で殴り倒され「家族ごっこしてる場合ですか!?」と叱咤されて大きなショックを受けていた。その後、依子とともに異界に取り残されるがその後の詳細は不明。
但し、続編のSIREN2のマニアックスでは今も安野と共に現世に戻るために調査を続けていると書かれている。
宮田司郎（みやた しろう） / 吉村克昭（よしむら かつあき）
演 - 満田伸明
メイン主人公の一人。羽生蛇村の若い医者。1976年（昭和51年）6月13日生まれの27歳。牧野慶とは双子で弟。右の頬にほくろがあるのが特徴。
性格は冷静で感情の変化が乏しく、喋り方の抑揚もない。作中の行動からサイコパスを思わせるが、かつての異変に巻き込まれ永遠に生きる苦しみに耐える村人たちに哀れみを抱き、「求導師」として彼らを救うため自身の命を代償に宇理炎を使用するなど、良心が無いわけではない。
表向きは医者であるが村の暗部を担う人間で、儀式の弊害になる人間を秘密裏に始末する役割を課せられてきた。そのせいもありどこか人間的な感情が欠落しており、怪異の中にあっても冷めた反応を見せることが多い。
外伝「羽生蛇村異聞」の第五話の主人公の一人。27年前に異界に取り込まれたが因果律によって双子の兄・孝昭（後の牧野慶）とともに現世に戻され、そのとき彼を発見した宮田涼子の養子（涼子の義理の息子）として育てられる。涼子から独占的で歪んだ愛情を受けながら育った自身とは対照的に、求導師として村の期待を一心に受けながら恵まれて育った兄の牧野に対し、強いコンプレックスを抱いている。幼少期から神代美耶子（先代）の"声"が聞こえており、兄と違って縋る対象もいない彼は拒絶しきれずに苦しんでいた。
異変の前日、恋人である恩田美奈と口論になり兄に対するコンプレックスに触れられて激昂、衝動的に美奈を絞殺。村外れの森で美奈の遺体を埋めていた最中異変に巻き込まれ、自分と同じく村をさまよっていた恩田理沙と出会う。宮田医院にて、理沙を理沙だと分かっていながらも絞殺するがすでに屍人になりかけていたためか逆に理沙に襲われてしまう。合石岳坑道では、頭脳屍人と化した恩田姉妹と再会。理沙に杭を打ち付け、美奈を生き埋めにすることでようやく恩田姉妹の追跡から逃れる。その後、中央交差点で牧野に積年の思いを吐露し、持っていた拳銃で牧野を射殺する。
牧野の服を奪い“求導師”となった宮田は美耶子（先代）の声に導かれ、須田に美耶子（先代）から託された神の武器・宇理炎の片割れを渡したのち、ダムを爆破し屍人ノ巣を破壊する。
長年ダムの底で苦しみ続けてきた人々に憐憫の念を寄せた宮田は、自らの命を糧に美耶子から受け取っていたもう一つの宇理炎を使って引導を渡し、“真の求導師”となった。
死にゆく際、宇理炎が作りだした炎の中に自身が手をかけた美奈と理沙の幻影を見つけ、自らも穏やかな笑顔で炎に身を投じた。
なお、作中およびシリーズの中で最も多く人間を殺害した人物の一人であり（恩田姉妹、牧野慶）、八尾比沙子（前田知子、神代姉妹）と並ぶ。
牧野慶（まきの けい） /　吉村孝昭（よしむら たかあき）。
演 - 満田伸明
羽生蛇村の教会の主。“求導師（きゅうどうし）”と呼ばれる眞魚教（まなきょう）の祭司。1976年（昭和51年）6月13日生まれの27歳。宮田司郎とは双子で兄。左頬にほくろがある。
性格はヘタレで、八尾がいなければ何もできない自主性のない人物。
立場上、村人から尊敬と信頼を寄せられているが本人はそのことを重荷に感じており、求導女（きゅうどうめ）の八尾比沙子に縋っている。儀式を執り行っていた最中、異変に巻き込まれた。
外伝「羽生蛇村異聞」の第五話の主人公の一人。27年前に異界に取り込まれたが、因果律によって双子の弟・克昭（後の宮田司郎）とともに現世に戻される。
そのとき彼を発見した牧野怜治の養子として育てられる。養父である牧野怜治が儀式の失敗を苦に自殺、後を継いで求導師となった。彼には神代美耶子（先代）の"声"が聞こえているが、それを拒絶し、八尾に縋っている。かなり気弱な性格のため武器を取って屍人と戦うことが出来ず、方々を逃げ回っていた。
その後、屍人の巣・中央交差点までたどり着いて宮田と対峙し、兄弟として互いの思いを吐露したのち宮田に射殺される。
ゲーム中では特に描写はないが、「羽生蛇村異聞」第五話にその後が描かれており、生前に竹内と同様に須田を介して中途半端に血の呪いを受けていたため、宮田に殺害された後は竹内とは違い人としての原形をとどめぬ「肉塊」として復活するという謎めいた結末を迎えた。
恩田理沙（おんだ りさ）
演 - 児玉啓
羽生蛇村出身の女性。恩田美奈とは双子で妹。東京都中野区在住。事情があり家事手伝い。
中学校卒業後、集団就職で一度上京しスーパーのレジ係として働くも周囲になじめず、さらにはキャッチセールスの被害に遭って傷心のまま村に帰る。
村の診療所で働く双子の姉・美奈に会おうとして異変に巻き込まれた。姉を殺害した犯人である宮田に出会い、何も知らないまま行動を共にする。病院で頭脳屍人となっていた美奈と再会し、一時は宮田と牧野が助けたことで事なきを得るが、その後結局追い詰められ意識を同調させられる。美奈と意識が同調し、美奈の人格に支配され自我を失った状態で宮田に迫るも、首を絞められ絶命してしまう。丁度その瞬間に鳴り響いていたサイレンの影響から即座に半屍人化し、もう一人の美奈として宮田を執拗に襲うが、美奈と共に宮田によって拘束・解剖される。それでも屍人が持つ再生能力によって死ぬことはなく、宮田が医院を去った後に悲鳴を聞きつけた屍人により拘束から脱出し、海送り・海還りによって頭脳屍人化した。
その後は蜘蛛屍人や犬屍人を従えて美奈と共に宮田の前に立ちはだかるが返り討ちに遭い、地面に胴を木杭で打ち付けられ、生きながらもその場から動けなくなる。
四方田春海（よもだ はるみ）
演 - 小南千明
羽生蛇村の小学4年生。10歳。内向的な性格（生来の模様）。
2002年（昭和77年）3月3日に落雷事故で両親（四方田春夫・秀子）を亡くしており、それ以来、叔母夫妻の元で暮らしている。
志村晃と従兄弟の貴文と同じく、村人の中で赤い水の影響を受けずにわずかながら幻視が使える数少ない人間の一人で、そのため周囲からの疎外感を持っている。なお、村人さえも知らない存在の美耶子と知り合ったのはこの幻視のおかげでもある。
深夜の学校で行事「星を見る会」の準備を手伝っていた際に異変に巻き込まれる。異変後、高遠玲子と共に村から脱出しようとするが途中ではぐれてしまう。再会したときには高遠はすでに半屍人と化していたが、名越栄治に襲われたとき頭脳屍人と化していた高遠に助けられる。美耶子と交流のあった彼女は（美耶子に導かれた）須田恭也によって助け出される。
異界では一度も傷を負わず、また、屋内で過ごした時間が長かったことにより、赤い水を摂取すること無く「どうあがいても絶望」的な状況からただ一人現実世界への生還を遂げる。
続編『SIREN2』では、同作に登場する三沢岳明を始めとした自衛隊の災害派遣部隊に救出されたことが明かされた。その後の詳細は不明。また、アーカイブと三沢の回想シーンで姿と名前のみ登場。
高遠玲子（たかとお れいこ）
演 - 細川聖可
羽生蛇村出身の小学校教師。29歳。四方田春海がいるクラスの担任である。体育大学卒。
正義感あふれる性格だが良くも悪くも人を見捨てられない部分がある。
過去に他の溺れた子を助けていたことで一人娘・めぐみを海難事故から救うことができずに死なせてしまい、他人でも子供を失うことがトラウマになっている。それが原因で自責の念に囚われ夫婦仲が険悪となり離婚して出身である村に戻ってきた。
学校の行事「星を見る会」の準備をしていた際に春海とともに異変に遭遇する。春海に死んだ娘を重ねており、この異変から命を賭けて守り通すことを誓う。春海を救うため屍人を巻き込んで爆死したが二日目の堕辰子の鳴き声に呼応して半屍人化する。その後、半屍人化した前田一家に占拠された廃屋から脱出した春海の前に立ち塞がるが逃げられる。後に海送り・海還りによって頭脳屍人となって春海を追っていたが、遭遇した竹内に倒される。復活後、頭脳屍人化した名越に襲われて窮地に陥った春海を救うため、名越を道連れにして崩落する瓦礫の下へ落ちていった。
　また、ゲーム中での彼女のある行動（木る伝の解放）が、須田が堕辰子を倒す決定打にもなった。
志村晃（しむら あきら）
演 - 加藤忠男
羽生蛇村の猟師。70歳。初期装備として猟銃（22年式村田銃）を持っている。村人の中で赤い水の影響を受けずに幻視がわずかに使える珍しい人間。
27年前に妻子を土砂流災害で失い、家族が眠るこの土地から離れられずにいる。70歳とは思えない機敏な動きが可能で、口調は渋い。
八尾比沙子が普通の人間でないことに勘付いている数少ない人物だが、従兄弟の貴文が八尾の身辺を探ろうとして行方不明になって以来そのことに関しては口を閉ざしていた。
異変の中屍人に襲われていた安野依子を助け、海還りを見た後自分も化け物になる前に死のうと持っていた猟銃で自殺する。結局彼も二日目のサイレンに呼応して復活してしまい、どうあがいても逃れられない運命に自らを嘲笑しつつ半屍人と化してしまう。その後親交のあった臣人の息子・多聞を発見し、彼と同行していた依子を狙撃して重症を負わせる（多聞に対してはためらいを見せていた）。さらに多聞に襲い掛かかるが返り討ちに遭い、短いながらも彼と会話した。その時点では多少の生前の記憶を残していた。
だが、海送り・海還りによって羽根屍人化した後は生前の記憶を完全に失った状態となり、宮田を襲った。
志村家は幻視の能力をわずかながら持つ者を多く輩出する家系であり、特に晃と貴文は能力が突出していた。
美浜奈保子（みはま なおこ）
演 - 小代恵子
グラビアアイドル出身で「JAPAN」のTVレポーター。公開年齢は26歳だが実年齢は28歳。
本名は田中奈保子（たなか なおこ）。趣味はモンゴル料理、特技はケーナ演奏。
一時は、人気ドラマ『ハートはドキ土器』に出演するなど活躍していたが、現在ではすっかり下り坂に差し掛かってしまっている。心霊番組のレポーターとして羽生蛇村の取材に訪れ、異変に巻き込まれる。天の川を「てんのかわ」と読むなど頭が良くない様子も見られる。
道中で志村晃から聞いた「永遠に生きる女"八百比丘尼"」の話と、小学校の図書室で見つけた民話集に記された赤い水と永遠の命との関連性に惹かれ、永遠の若さと美しさを得ようと自ら赤い水に浸かって半屍人化する。その後、屍人化が進行していた知子と遭遇し、彼女に執拗につきまとい話しかけたが、既に屍人化の症状が深刻だったために襲いかかることはなかった。
後に海送り・海還りによって犬屍人化し、ゴミを漁って食べるという、若さと美しさに執着した彼女にとって皮肉な末路を迎えることとなる。
前田知子（まえだ ともこ）
演 - 井出杏奈
羽生蛇村に住む中学2年生、14歳。1989年（昭和64年）5月11日生まれ。
同世代の周りの子と比べるとまだあどけなさを残したどこにでもいる少女だが、両親に溺愛されて育ったためか繊細で少々夢見がちな一面が見られる。イチゴやお姫様などかわいいものが好き。その一方で賽銭と鐘で屍人を陽動したり、サイレンを「鳴き声」と形容するなど機転が利き、勘が鋭いといった意外な一面も見せる。
最近学校の成績が下がったことを気にしている両親に無断で日記を読まれ、それに腹を立てて家出を決行した先で異変に巻き込まれる。周りの状況に怯えながら必死に両親を求めさまよい歩いている途中、「求導師様」と呼び慕っている牧野慶に出会い、一時行動をともにするが屍人の襲撃に遭い臆した牧野に見捨てられてしまう。その後、八尾比沙子と出会うが、本来の記憶が戻りかかっている彼女によって屍人の大量にいる廃屋に連れていかれてしまい、一人で教会へたどり着く。だが、ほぼ同時に半屍人と化しており、道中で屍人たちは半屍人になりかけている知子を見つけても襲いかかってこない。教会で身を隠していた両親は血の涙を流す彼女を見て拒絶し、半屍人化した直後であるため理性がまだ十分に残っていた知子は何かを察したのか、肩を落としてその場から姿を消してしまう。
その後、両親も半屍人化し、廃屋で（須田恭也が屍人を滅ぼすまで）笑い声の絶えない幸せな一家団欒を過ごしていた。彼女が自宅で取る行動は主にはないちもんめを歌いながら床でのお絵かきと机に向かっての勉強である。
なお、四方田春海とは面識があったようで、第2日15時のステージで半屍人と化した知子に目撃された場合に「春海ちゃんが欲しい」と歌いながら追いかけてくる。

### 操作不可能なキャラクター
神代美耶子（かじろ みやこ）
演 - 岡本奈月
本作のヒロイン。羽生蛇村の旧家・神代家（比沙子の直系の子孫に当たる）の末娘。亜矢子の妹。14歳。生まれつき盲目。また神代家の中でも強い幻視の力を持っている。
村で数十年に一度行われる秘儀の生贄“神の花嫁”として育てられ、役所や警察など公的機関の干渉を一切受けず、戸籍すら持たない特異な存在である。
故に離れに軟禁されており、世話係以外との接触を絶たれた環境で育ったせいでかなりの世間知らずで、初対面の恭也を「お前」と呼ぶなど誰に対しても尊大な口調で話す。
生贄となる運命を拒み、儀式に必要な堕辰子の首を壊したため村に異変が起こることになる。盲導犬ケルブの存在により、視力のハンデを感じさせないフットワークをみせるが、ケルブは美耶子を庇って命を落とす。村人に対する根強い不信感からか、異変後はよそ者である恭也と行動をともにし、深い信頼関係を築く。彼女の血には不死の力があり、脱出行の過程で恭也の屍人化を食い止めるため、自らの血を分け与えた。自身を狙っていた神代淳によって須田と引き離された後に、八尾に儀式の生贄に捧げられてしまうが、霊体となって堕辰子との決戦に挑む恭也を導いた。その後も恭也の傍に寄り添い、異界を彷徨う彼の力となった。
また、幻視を通じて春海と仲良くなり、彼女から美耶子をモチーフにしたビーズ人形のお飾りを貰っている。
神代亜矢子（かじろ あやこ）
演 - 松井亜耶
旧家・神代家の長女で美耶子の姉。1986年（昭和61年）8月24日生まれの16歳。
“神の花嫁”として常世へ旅立つ運命にある妹の美耶子に対し、子を成して神代の血筋を繋いでいくことを運命付けられた存在である。自分よりも、妹の美耶子に畏敬の念が集まっていることに劣等感を持ち、許婚の淳までもが美耶子に執着していることに激しく嫉妬している。
彼女も美耶子と同様に不死の命を持っているが、普通の人間として育てられ一族の秘密については何も知らされていないため、美耶子から「何も解ってない」と言われている。しかし「儀式の際に美耶子が人身御供になる」という事実だけは把握しており、美耶子の死で人々の畏敬を独占することを願っていた。そのため、美耶子には辛辣な嫌味を言われている。
儀式の時に、次の"実"（神代家の子孫）は必要ないと判断した八尾に焼殺された。
神代淳（かじろ じゅん）
演 - 土倉有貴
神代亜矢子の許婚。1984年（昭和59年）11月29日生まれ。
神代家には代々女性しか生まれないため、子供の頃から入り婿として神代家にいる。
なお、淳の家系は無関係と思われていたが、リブート版のコミック『SIREN ReBIRTH』によれば神代家の分家であり、亜矢子・美耶子姉妹とは従兄弟兼幼馴染の間柄にあることが描かれている。また、男性であるため神代の呪とは無縁である。
村の権威・神代家の跡取りであることを鼻にかけ、言動は非常に傲慢。また美耶子への執着が示す通り非常に執念深く、無抵抗の人間をいきなり銃撃するなど、サディスティックで残虐な一面を持ち合わせる。
美耶子を我が物にするため、須田と美耶子を引き離すことに成功するが、現れた八尾比沙子に気圧されるままに儀式を手伝う。不完全な復活によって暴走した堕辰子の体当たりを受け、半屍人化する。「いんふぇるの」に現れた須田の前に立ちはだかるが、宇理炎によって滅ぼされた。その後、彼の持っていた焔薙（ほむらなぎ）が須田の手に渡る。
安野依子（あんの よりこ）
演 - 水野雅美
城聖大学の4年生。1981年（昭和56年）6月25日生まれ。東京都品川区在住。
性格は良く言えばマイペース、悪く言えば空気が読めない。また、その性格ゆえに危機感が薄い。
アーカイブNo.033の大学ノートに記された落書きや、「昔読んだ漫画」を応用して屍人の巣から脱出を図る描写などから、多分にオタク的思考の持ち主であることが示唆されている。
竹内多聞を慕っており、半ば強引に竹内の調査に同行して異変に巻き込まれた。屍人化した志村晃に撃たれ致命傷を負うが、神代の血が混じった須田の血を輸血されて屍人化を免れ、須田同様神代の呪いを受けて不死となった。須田と共に屍人の巣に潜入し、人でなくなった両親にすがる竹内の目を覚まさせようとするが共に異界に取り残されてしまった。
但し、続編のSIREN2のマニアックスによれば今も竹内と共に現世に戻るために調査を続けていると書かれている。
八尾比沙子（やお ひさこ）
演 - 南りさこ
年齢不詳の“求導女”と呼ばれる、求導師の補佐役。穏やかな物腰と献身的な態度で、牧野をはじめ多くの村人達の信頼を集めている。
684年（天武天皇13年）、飢饉で死にかけていた際に堕辰子の肉を口にしたことで不死の呪いを受けた。このとき堕辰子の肉を口にした村人は比沙子を含め三人いたが生き残ったのは比沙子一人であった。これは当時、彼女が妊婦であったためといわれる。その後は贖罪のために独り、悠久の時を生きてきた。この事件の事実上の原因（黒幕）である。
贖罪を終わらせ、堕辰子に楽園へと導いてもらうべく、自らの直系である神代家から代々娘を贄として捧げ続けてきたため、羽生蛇村の住民はほとんどが彼女の血族である。また、村人は八尾の存在に違和感を覚えたりすると、頭がぼーっとしてうやむやの内に忘れてしまうため、志村を始めとした気付いている人間は少ない。これも羽生蛇村の呪いの一つである。
しかし1300年という人間には長すぎる年月が、彼女自身の正体、贖罪の意義、目的すらを忘れ去らせ、いくつもの別人格（求道女、澄子と他も多々いて出来たり消えたりしていた模様）が形成されていき多重人格となる。
性格は記憶を忘れている間は穏やかな物腰の善良な女性だが、記憶を取り戻した本来の彼女は、儀式のためなら手段を選ばぬ残忍な性格で思い込みの激しい面もある。根拠もないのに「儀式を行えば罪は赦される」という動機だけで行動し、「永遠に赦されない」という絶望に気付いていない。
異変後、負傷した須田恭也を助けるが徐々に本来の記憶が蘇り、別の時空から現れた自分から堕辰子の首を受け取り、遂に神代美耶子を捕らえて儀式を執り行う。しかし生前の美耶子の血分けによって美耶子の“実”は不完全になっており、復活は失敗してしまう。
最後は自分の"実"（自分の不死の力）を捧げることで堕辰子を完全に復活させるが、堕辰子は須田によって倒され、自分は別の時空へ延々と堕辰子の首を届ける存在となってしまった。
前田隆信（まえだ たかのぶ）
演 - 外谷勝由
前田真由美（まえだ まゆみ）
演 - 住吉理栄
前田知子の両親。隆信は45歳で村役場職員で真由美は40歳で専業主婦。
異変後、知子の身を案じて、村を探し回る。屍人から逃れ、教会にたどり着いた後、屍人化して血の涙を流す実娘の前田知子を見て一度は拒絶するが、自分たちのした行動に耐えられなくなり、教会を出た矢先に屍人に襲われ、半屍人化する。
その後、知子と共に廃屋で（須田恭也が屍人を滅ぼすまで）一家団欒の生活をしていた。隆信はトイレや風呂場で洗髪、火がつかないライターでタバコに火をつける、仏壇を拝む等の行動をとる。真由美は包丁をまな板にたたき付けたり、砂嵐のテレビを見ながら高笑いを上げるようになる。
石田徹雄（いしだ てつお）
演 - 江戸清仁
羽生蛇村の駐在所に上司と共に駐在している警察官。24歳で階級は巡査。警察の支給品であるニューナンブ M60を携行している。
無類の酒好きで、その酒好きぶりは村の利き酒大会で優勝して広報に載ったり、濡れ衣であるが飲酒運転致死の疑いをかけられたこともあるほど。
実は感応しやすい性質？体質？であり、村が異界に取り込まれる前から赤い水の影響を受けてしまっていた為、異変時には正気を失った狂人と化していた（定説とされていた「飲酒していたために屍人化が早まった」は間違い）。
同じく勤務中だった上司を射殺した後、偶然道端で出会った須田恭也にも銃弾を浴びせ、プレハブ小屋へと追い詰める。須田が咄嗟に発進させたトラックにはねられ人間として死亡するが、直後に鳴り響いた最初のサイレンに呼応して半屍人化する。その直後に須田の胸を撃ち抜き、落ちていた学生証を拾った。その後、食堂でゼリー状の物体を夢中で食べていたが、宮田により須田の学生証を盗まれた。
その後、昼間の堕辰子の鳴き声に誘われ美奈や名越と共に海送り・海還りをして羽根屍人化し再び須田の前に立ちはだかるが、生来の酒好きを利用され、感電させられて持っていた短銃を奪われた。
正兼米次郎（まさかね よねじろう）
羽生蛇村の駐在所に古くから駐在している石田の上司で眼鏡をかけた年配の人物。
親しみやすい石田とはどこか対照的な人物で、寡黙な一面を持つ。
神代の祭事について知っているようで石田からそのことを質問されるが、神代の行うことに口を出さないように警告する。また、村の異変の際、赤い水の影響を受け正気を失っていた石田によって射殺される。
なお、彼の人となりや容姿、名前は漫画『赤イ海ノ呼ビ声』が初出であり、原作本編ではその存在が示唆されるのみである。
恩田美奈（おんだ みな）
演 - 児玉啓
宮田医院に勤務する看護師。21歳。恩田理沙の双子の姉。院長である宮田司郎とは恋仲。
異変が起こった日は宮田と共に病院に残っていたが、宮田のコンプレックスに触れてしまったため、激昂した宮田に絞殺される。その後、宮田によって蛇ノ首谷の森に埋められるも赤い水の力で半屍人化し、土中から這い出て妹の理沙と宮田を探して村内をうろつく。臨死状態で半屍人化したため意識がはっきりしておらず、気絶していた宮田に気付かずに何処かへ消えたり、病院へ立ち寄ったりと奇妙な行動を繰り返す。
なお、彼女が宮田を攻撃する理由は殺された憎しみや恨みから等ではなく「このすばらしい世界を彼に理解してほしい」という思いによるものである。
石田や名越と共に海送り・海還りした結果、頭脳屍人と化し無数の蜘蛛屍人を従えて病院へ侵入する。理沙と遭遇するも理沙を助けに来た宮田によって一度は撃退されるが再び理沙を追い詰め意識を同調させ、もう一人の自分とする。その後半屍人化した理沙と共に宮田の前に立ちはだかるが返り討ちに遭い、拘束・解剖された。助けに来た屍人により拘束から脱した後、依子の眼鏡を拾い調べていたが、そこへやって来た竹内と対峙し倒された。
最後は無数の蜘蛛屍人や犬屍人を従え、さらに頭脳屍人へ変異した理沙と共に宮田の前に立ちはだかるも、ダイナマイトで坑道を爆破され生き埋めにされた。
名越栄治（なごし えいじ）
演 - 金子達
羽生蛇村小学校折部分校の校長。55歳。
優しい笑顔からもわかる通り、本来の性格は優しく温厚で多くの生徒や教諭から慕われている。
他の同級生と馴染めない四方田春海を思いやっていおり、担任の高遠玲子が「星を見る会」というイベントを立ち上げようと提案した時には参加者生徒が春海一人であるにもかかわらず校庭の深夜使用を許可するなど、度量の深い校長でもある。
異変後まもなく半屍人化し春海を探し校内を徘徊するが高遠と共に逃げられる。その後、石田や美奈と共に海送り・海還りしたことで頭脳屍人化し、無数の蜘蛛屍人を従えて春海を探しに学校に戻ってくるが美浜に倒される。
その後は春海を追って屍人ノ巣に現れ、「春海ちゃんの匂いがするよ〜」と変質者（ロリコン）的な言動を見せながら春海に襲いかかるが、咄嗟の機転による陽動に引っかかり逃げられる。最後は春海を追い詰めるが、突如現れた頭脳屍人化した高遠に引っ張られ奈落へと落ちていった。
リブート版のコミック『SIREN ReBIRTH』では異変発生後の様子が追加されており、逃げ出したりせず学校に残っている二人を守ろうとしたり、屍人化しながらも強い精神力で最後の意思を振り絞って「春海ちゃんを連れて逃げろ」と高遠先生に指示を出したりと人格者であることが分かるシーンがある。
竹内臣人（たけうち おみと）  演 - 舘正貴
竹内好子（たけうち よしこ）  演 - 田中好子
竹内多聞の両親。臣人は郷土史家で35歳、好子は専業主婦で31歳。
竹内家は志村家と共に勘が鋭い者が生まれる血筋らしく、臣人も例に漏れずだったことがうかがえ、息子の多聞にも霊感等として受け継がれている。また似たような家系である為に志村家とは交流もあった。
父親の臣人は村の歴史と文化、独特の宗教性などを書き記した「竹内伝書」を遺している。なお、熱心な眞魚教信者だった模様。
27年前の土砂流災害で行方不明となった後に屍人化し、村のはずれにあるダムの水底で他の村人たちと共にサイレンの音の誘惑に抗って苦しんでいた。
しかし、宮田が水門を爆破した際、宇理炎の炎による救いを拒み脱出し、息子との再会を果たす。屍人化していない人間には泥まみれのような肉塊のような姿に見えるが、多聞はこの時点ですでに屍人と人間の中間というべき曖昧な状態になっていたため、彼の目には生前の元気な姿で映った。
東エリ（あずま エリ）
演 - 我妻えり子
27年前に活躍していたアイドル歌手。1955年（昭和30年）生まれ。享年21歳。
1976年（昭和51年）に「私の彼の左手に肉球」でデビュー。瞬く間にその年のヒットチャートを席巻しスターダムを駆け上がったが、年末の歌謡祭の授賞式に向かう途中トラックにはねられ21歳の若さで死亡。2003年（昭和78年）の時点でも根強い人気があるらしく、夭折を惜しむ声は多い。
屍人ノ巣では彼女のレコードやポスターのある部屋が存在する。レコードプレイヤーの針が無いため、そのままでは再生できないが、ある条件を満たすとデビュー曲の「私の彼の左手に肉球」を聴くことができる。

#### 外伝「羽生蛇村異聞」のキャラクター
吉川菜美子（よしかわ なみこ）
第一話の主人公。
1976年（昭和51年）7月5日に行方不明になった小学生の少女。11歳。
嘗て行方不明になった母の足跡を探して合石岳までやって来るが、学校の図書室で借りた本（民話集）の返却を思い出し、引き返す途中で異界に迷い込んでしまう。その後、山犬と思しきモノに襲われて坑道の穴に落ち、命を保つよう赤い水を摂取して生き延びるも、赤い水の影響で犬屍人になってしまった。その後穴からの脱出に成功して村へ戻る途中、山道を歩く少女に出会って追いかけるが、少女は穴へと落ちるようスッと消えてしまう。
その後何故か現世に帰還し、民話集を学校に返しに現れた。その様子が後日談の『羽生蛇村小学校の七不思議―帰ってきた少女』で語られることになる。
犬屍人となった彼女が見た少女とは吉川菜美子=自分自身であり、彼女を襲った謎の山犬は犬屍人化した吉川菜美子である。このことから村の環境は時空が歪んでおり、異界と現世の境が曖昧で時間がループし続けていることが分かる。また、第五話でも彼女と思われる人物が現代の宮田医院の地下に幽閉された状態で登場している。
神代美耶子（先代）
第二話の主人公。第四話にも登場している。
現代の美耶子の母・佐矢子の妹で美耶子の叔母に当たる人物。27年前の先代“神の花嫁”でもある。14歳（失踪当時）。
黒髪に色白の美少女で、現代の美耶子とは違い盲目ではない。
性格は大人しく従順で主体性を持たない。生贄になるためだけに生まれてきた自身の人生に対して絶望していた。
儀式の日の当夜、唯一自分に親身に接し心から信頼していた女中の澄子によって神代家から脱出する。脱出路にて志村晃一と出会い、行動を共にする。その時自身が贖うべき“罪”の正体も知る。逃亡の途中で赤い水を大量に体内へ取り込んでいた晃一は途中で半屍人化してしまい、再び独りになるが、直後自らの真の目的を思い出し「八尾比沙子」として駆けつけた澄子によって宮田医院の地下で宇理炎と共に厳重に拘束されてしまう。神代の呪いによって死ぬこともできず、27年間拘束され続けたままミイラのようになって生き続け、現世に思念を送り続けた（この心の声は後に宮田司郎と牧野慶の双子に届くことになる）。
本編の宮田司郎のシナリオで宇理炎を彼に託し、宮田の手で拘束からは解放されたようだが、その後の消息は不明。
志村晃一（しむら こういち）
第二話・第四話の登場人物。
志村晃の息子で志村貴文の従兄弟甥。失踪時18歳。
彼自身が直接村の歪みに勘付いていたかは分からないが、自身が傾倒していた貴文に村の秘密を教えられ、求道女への抵抗を行動に移していた。澄子との示し合わせがあったかは不明だが、途中で出会った美耶子（先代）と怪異に巻き込まれた村からの脱出をはかる。
だが、体内に入り込んだ赤い水が一定量を越え、途中で半屍人化してしまう。そこで美耶子（先代）に自分を杭で刺して完全な屍人になることを阻止してほしいと頼む。
その後、27年間ずっと屍人になることに抗い続けるため、杭で刺された半屍人のまま時を送る。
本編の宮田司郎のシナリオにて杭の刺さったミイラが登場するが、それが彼である。
澄子（すみこ）
神代美耶子（先代）に仕える家政婦。第二話・第四話の登場人物。
幼い頃から世話をしてきた美耶子の不幸を嘆き、彼女が村から出る手助けをする。
彼女の正体は教会の求導女で“永遠に生きる女”八尾比沙子。長い時が経ったことによって自分が何者かを忘れて多重人格となり、その中で生み出された人格の１つが「忠実な女中・澄子」だった。
牧野怜治（まきの れいじ）
第三話の主人公。第四話にも登場している。
27年前に儀式を執り行うはずだった先代の求導師。牧野慶（孝昭）の養父。
小心者でやや卑怯な一面もある性格で、この性格は慶（孝昭）に根強く受け継がれている。
晃一が御神体の首を盗み、先代の美耶子が逃亡をはかったことで儀式が失敗してしまったことに絶望していた。跡継ぎとなる子供もおらず代替わりに懊悩していたが、妹の宮田涼子と共に、現世に送り返された双子の子供を発見し、涼子の「この子供達をそれぞれの跡継ぎとして育てる」という提案に大分躊躇していたが、結局兄の孝昭を養子「牧野慶」として育てることになる。
その後、育った慶（孝昭）に後事を託し、1988年（昭和63年）6月3日に自殺した。
宮田涼子（みやた りょうこ）
第三話・第五話の登場人物。
宮田医院の院長夫人。年齢は異聞第三話より1976年（昭和51年）当時で33歳前後であったと考えられる。牧野怜治の実妹でもある。
23歳で宮田家に嫁いだ後は子供に恵まれず、婚家で苦労していたが、1976年（昭和51年）に入ってようやく一粒種の司郎を授かり、二度と子供が産めない体になってしまったものの、将来跡取りとなる司郎を溺愛して暮らしていた。儀式の失敗によって司郎が死んでしまい、心に深い傷を負っていた。兄の牧野怜治とともに現世に送り返された双子の子供を発見し、弟の克昭を吉村夫妻から奪い、"司郎"として育てることにする。
今までの精神的重圧や息子を亡くしたショックで精神を病んでおり、義理の息子の司郎（克昭）に尋常ならざる歪んだ愛情を注ぎ、彼の人格形成に大きな影響を与えている。第五話で怜治の葬儀と慶の代替わりが行われていた時は病に伏せっていたが、その後の末路は不明。
吉村俊夫（よしむら としお）
吉村郁子（よしむら いくこ）
第三話の登場人物。
大字波羅宿に暮らす夫婦で孝昭と克昭の実両親。俊夫は31歳、郁子は26歳。
27年前、羽生蛇村を襲った災害を逃れ、自家用車で避難を図るが土砂崩れに巻き込まれ行方不明となるも、行方知れずだった間の経緯は分からないが、何らかの「意思」によるものか「力」が働いたのか、空間を裂いて双子の息子と共に現世に戻される。
だが、俊夫は間もなく息絶え、瀕死の郁子も「凄く、凄く、すべすべして光ってるんです…」という謎の一言を残し死亡、1976年（昭和51年）の8月4日に夫婦共々遺体となって発見された。
志村貴文（しむら たかふみ）
第四話の主人公。
志村晃の従兄弟。1933年（昭和8年）6月18日生まれ。43歳。
村の暗部について騒ぎ立てたため、旧宮田医院隔離室に精神異常者として幽閉される。
羽生蛇村土砂災害の晩、逃走を図り医院の廃病棟に隠れていた所を病院ごと異界に連れ去られてしまう。堪えがたい喉の渇きの中で赤い水を口にし、同時刻に病院内にいた神代美耶子（先代）の視界から、志村晃一の最期から澄子が美耶子を拘束するまでの一部始終を目撃する。しかし、この時点で貴文は半屍人化しており、身をもって村の暗部を体験することとなった。
結局人間として病院を脱出することは叶わず、その後の消息は不明。

## 登場する敵

### 屍人（しびと）
人が赤い水を体内に吸収しその状態で死ぬか吸収量が一定を越えるかすると、人としての原型をある程度とどめた半屍人に変容する。その後、海送り・海還りを行うことによって犬屍人・蜘蛛屍人・羽根屍人・頭脳屍人といった完全な屍人へと変化する。
屍人は怪物ではなく〈神〉に近づく経過の途中の形態であり、最終的には赤い海と一体になり神の一部となる。屍人化した人間はいかなる傷を負っても治癒し再生する不死身の存在となり、その目には異界が幻想的な風景に見えるようになる。
普通の人を見ると襲いかかるが、自分たちと同じような素晴らしい世界に招き入れるために赤い水を飲ませようとしているのであって、ゾンビなどのように人間を食べるような目的ではない。
また、多聞の例を見ると屍人からは人間の方が化物に見えることが明らかとなった。さらに、双子で片割れが屍人になった場合、理沙・美奈のように同調する事で自分の意思を片割れに与え、もう一人の自分にして同じ行動を取らせたり、屍人に引き込むことができるような描写もみられる。
屍人の中には生前の名前が判明しているものが何人かおり、戦闘能力が他の屍人より高いことが多い。
作中ではプレイヤーに攻撃されて一時的に「死んだ」屍人は、丸まって動かなくなりしばらくすると息を吹き返して立ち上がる。このため一時的に無力化することはできても完全に抹殺することはできず、首や筋肉を切断し解剖しても再生する。「宇理炎」（うりえん）と呼ばれる神器でその身を焼き尽くすのが彼らを消滅させる唯一の方法である。

### 主な屍人
半屍人/人型屍人（はんしびと/ひとがたしびと）
屍人への変化の途中の過程。血の涙を流し、肌の色が緑色に変色していき、色が濃いほど屍人化が進んでいることがうかがえる。この涙は赤い水と入れ替わりに自分の血を出している生理現象である。
基本的に屍人化が始まってしまうとそれを防ぐ方法はなく、ある呪いをかけられることでのみそれを阻止することができる。
ほとんどの半屍人が鎌や金槌、拳銃などの武器を持っておりプレイヤーキャラクターを見つけると襲いかかってくる。特に狙撃銃を持つ屍人はプレイヤーからは見えないような遠距離から攻撃をしてくる。また、武器を持っていなくても首を絞めて攻撃してくる。
生前の記憶をかすかに残しているため、点かない卓上ライターにあからさまに苛立ったり、生前のことを後悔したりと、ある程度は人間らしい感情が残っているが、屍人化が進むごとに知性が低下し、ボソボソとなにかを呟きながら徘徊したり、同じことを繰り返したりするようになる。また、自分たちの集落を作っており、野良仕事や大工をしているものもいる。
素手タイプ
武器を持たずに丸腰で素手の状態で徘徊する半屍人を指す。
攻撃手段は相手の首を締めるのみ。夜は懐中電灯を持っている者が多い。また、一部の個体は人間を発見すると仲間を呼びにいく。
打撃タイプ
日用品を武器として手にしており、鈍器や刃物のように使用してくる半屍人。
人間だった頃の習慣により何らかの作業に夢中で取り組んでいる者と、周囲を警戒する者がいる。金槌を手にした者は屍人の巣の建設に従事している。
人間を発見すると手にした日用品で攻撃してくる。至近距離では首を締めて攻撃する。一部の個体は仲間を呼びにいく。夜は懐中電灯を持っている者が多い。
短銃タイプ
装填数5発のリボルバー拳銃を手にした半屍人。
一定のルートを巡回する者と、その場から動かない者がおり、他の半屍人と違い明らかに人間を殺し屍人化させることを目的として行動している。人間を発見すると射程距離まで接近してから銃撃してくる他、至近距離では首を締める。夜は懐中電灯を持っている者が多い。
短銃による銃撃の威力は非常に高く、耐久力が高い主人公でも2発連続で攻撃されると死亡してしまうが射撃の精度はそれほど高くはない。
狙撃銃タイプ/狙撃手
村田銃を手にし、キャップを被った半屍人。作中では一貫して「狙撃手」と呼称される。
短銃を持った半屍人と同様にほとんどの個体はその場から動かずに周囲を警戒しており、明らかに人間を屍人化させようと行動している。
短銃を持った半屍人と違い暗闇でも遠距離にいる人間を発見でき、非常に高精度な狙撃を行う。村田銃による銃撃の威力は短銃と大差はないが、射程距離が短銃と比べ格段に長く、一部の個体は強力な弾丸を使用し、耐久力が高い主人公でさえ一撃で殺してしまう。
目的地付近や撃退対象の護衛をしている場合が多く、ステージの中ボス的存在か障害物のような存在として立ち塞がる。なお、例外なく懐中電灯を持たないため夜のシナリオでは発見することが難しい。
27年前の半屍人
デモシナリオにのみ登場する泥まみれの半屍人。
泥にまみれ、よろよろ動く。動きはゾンビそのものだが人間を襲うことはない。
正体は半屍人化した後、他の生き残った村人たちを傷つけないために自ら貯水池に沈み、底で死ぬこともできずにずっと屍人化に抗って苦しみ続けてきた一部の村人たち。最終的に宮田によりその苦しみから解放される。
犬屍人（いぬしびと）
赤い海へ海送りされた半屍人が変異する、いわば屍人の第二形態の一つ。女性だけがこの形態に変異する。
犬のように見える這うような姿勢と頭から突き出た2本の触角が特徴で、頭脳屍人によって制御されて初めて行動することができる。犬のように地面を這うように高速移動する機動力と、家の屋根に軽く飛び上がる程の跳躍力を持ち合わせているが、知能はすでに失われており扉の開閉すらできない。
攻撃力はそれほど高くはないのだが、一部の個体は耐久力が高い主人公でさえ一撃で殺すほどの怪力をもち、さらに攻撃を受けても全く怯まない特性をもつ。
蜘蛛屍人（くもしびと）
赤い海へ海送りされた半屍人が変異する、いわば屍人の第二段階の一つ。男性だけがこの形態に変異する。
蜘蛛に見える四肢を張るように伸ばした姿勢と、逆向きにねじれて後頭部に蜘蛛の様な単眼が現れた頭部が特徴で、頭脳屍人によって制御されて初めて行動することができる。
感覚器が鋭敏で微かな物音にも鋭く反応し、壁や天井をよじ登って自在に移動できるため、死角から忍び寄って奇襲を仕掛けてくる。しかし手が使えないため扉の開閉や梯子の上り下りなどができない。
他の種類の屍人と比べ復活までの時間が短い個体が多い。
羽根屍人（はねしびと）
赤い海へ海送りされた半屍人が変異する、いわば屍人の第二段階の一つ。この形態に変容する条件として性別が関係あるのかは不明（ただしゲーム中に敵として登場するのは男性のみ）。
甲殻類のような頭部または発達した顎の頭部と、背中から生えた鈴虫のような4枚の羽根が特徴。短銃や猟銃で上空から攻撃してくるため、飛び道具を持っていなければ基本的に撃退することはできないが、狙撃手の半屍人や短銃を持った半屍人と比べると射撃の精度はかなり低い。
頭脳屍人（ブレイン）
人間狩りを任務とする屍人を束ねる存在で、屍人の第二段階の一つ。どのような条件で頭脳屍人になるのかは不明。
それぞれ数体の犬屍人・蜘蛛屍人・羽根屍人を統轄するが、頭脳屍人が倒されるとその間は犬屍人、蜘蛛屍人、羽根屍人は行動不能に陥る。
外観的には他の完全な屍人とは違って人間の姿をかろうじて残しているものの、頭部は個体ごとにさまざまな海洋生物の形態に変容しているのが特徴。
人間より知性の劣る屍人の中で、頭脳屍人は半屍人と同じく人間だった頃の記憶をおぼろげに残している者も存在し、生前の言葉をある程度理解し使うことができる者もいる。
ほとんどの個体は戦闘能力は他の屍人に比べると劣るため、人間が近づくと全力で逃げ出す者が多い。ただし耐久力は半屍人より高く、移動速度も速い。また、自分より弱い相手（美耶子、春海等）に対しては容赦なく襲いかかる狡猾さをもつ。
ゲーム中では「ブレイン」という振り仮名が当てられている。半屍人と同様に夜は懐中電灯を持っている。

### 固有の屍人
名前が明かされている屍人達。主に中ボス的存在として立ち塞がることになる。特に石田徹雄、名越栄治、恩田美奈の三名は幾度もプレイヤーの前に立ち塞がることとなる。
石田徹雄
警察官。銃を所持しているのが特徴で、空中攻撃してくる。
狂人化・石田
須田のシナリオに登場する作中で最初に登場する。
堕辰子の血である赤い水の影響を受け、狂人と化した石田。手にしている武器は38口径警察銃。この時点ではまだ辛うじて人間だが、能力は短銃を持った半屍人と大差はない。対峙することとなる須田はこのときは武器を入手できないため、軽トラで轢く以外に対抗手段がない。
半屍人・石田
宮田のシナリオに登場する。
完全に半屍人と化した石田で手にしている武器は38口径警察銃。
当初は食堂で食事しているが、邪魔をすると襲いかかってくる。その際は銃の連射速度が他の短銃を持った半屍人と比べて速く、一度のリロード動作で全弾装填する等、隙が少ない上、耐久力も少し高い。対峙することになる宮田が銃を持っていないが、陽動により戦闘を回避できる。
羽根屍人・石田
須田のシナリオに登場する。
羽根屍人へと変態した石田で半屍人の頃と同様に38口径警察銃を手にしている。能力は他の羽根屍人と大差はない。頭脳屍人を倒すか、人間だった頃の嗜好を利用した罠にかけることで倒すことができる。
なお、罠にかけた場合のみ、手にしていた短銃を手に入れることができる。
ちなみに、この姿の石田はファンから「フェアリー石田」と呼称されている。
名越栄治
半屍人・名越
玲子のシナリオに登場する。
半屍人と化した名越。手にしている武器は金属バット。鍵を所持している。
一度は必ず倒す必要がある中ボス的存在で他の半屍人と比べて耐久力が少し高く、動作も機敏。巡回範囲が広い。復活までの時間がわずか20秒と短く設定されている。
頭脳屍人・名越
奈保子と春海のシナリオに登場する。
頭脳屍人へと変態した名越。武器は半屍人の頃と同様に、金属バット。春海のシナリオに登場する際は目的地付近を徘徊する関門として立ち塞がる。
恩田美奈
半屍人・美奈
デモシナリオにのみ登場する。
半屍人と化した美奈。司郎と理沙を追っている。
頭脳屍人・美奈
理沙、宮田、竹内、牧野（宮田）のシナリオにボス的存在として立ち塞がる（撃退対象）。
頭脳屍人へと変態した美奈。理由は不明だが他の頭脳屍人と違い好戦的。手にしている武器は宮田が美奈の遺体を埋める際に使用したスコップ。
普段はよたよたと徘徊しているが、人間を発見すると素早く駆け寄り襲いかかってくる。攻撃力が高く、また、一部のシナリオにおいては攻撃を受けても全く怯まない。あるものを使用することで復活不可能な状態にできる。
恩田理沙
半屍人・理沙
宮田のシナリオに登場する。
半屍人と化した理沙。武器は持っていない。耐久力は他の半屍人と大差はなく、武器もないため攻撃力も低いが、人間を発見した時の移動速度は速く、復活までの時間がわずか10秒と非常に短い上、巡回範囲も広い。それらの特性から、たびたび対峙することとなる。
頭脳屍人・理沙
牧野（宮田）のシナリオにて、美奈と共にボス的存在として立ち塞がる（撃退対象）。
頭脳屍人へと変態した理沙。手にしている武器はハンマーもしくはツルハシと思われる。耐久力こそ他の頭脳屍人と大差はないが、好戦的で、攻撃力が高い上、攻撃を受けても全く怯まない。復活までの時間も半屍人の頃と同様に非常に短い。特定の条件を満たすことで復活が不可能な状態にできる。
志村晃
わずかながら幻視が使える志村家生まれの猟師。それ故か銃撃の精度が高いのが特徴。
半屍人・志村
竹内のシナリオにボス的存在として立ち塞がる（撃退対象）。
半屍人と化した志村。手にしている武器は人間だった頃から使用している猟銃・22年式村田銃。他の狙撃手と同様に、当初はその場から動かずに高精度な狙撃を仕掛けてくるが、接近されると頭脳屍人の様に逃げ出す。耐久力が全半屍人中でトップクラスに高く、短銃6発分のダメージを受けてようやく倒れる。
羽根屍人・志村
牧野（宮田）のシナリオに登場する。
羽根屍人へと変態した志村。引き続き村田銃を手にしている。耐久力は他の羽根屍人と大差はないが、他の羽根屍人のように空中からの銃撃はせず、人間を発見するとまずは電柱の上に立ち、それから狙撃を行う。石田を含む他の羽根屍人は銃撃の精度がかなり低いのが特徴だが、志村は村田銃を所持しているために射程距離が長く、狙撃の精度も非常に高い。
美浜奈保子
自ら赤い水に入って屍人化した。鎌が武器。
半屍人・美浜
知子のシナリオに登場する。
半屍人と化した奈保子。手にしている武器は鎌。プレイヤーキャラクターである知子がこの時点で既に半屍人化しかけているため、攻撃してくることはないが、一定の場所までついてくる。
犬屍人・美浜
竹内のシナリオに登場する。
犬屍人と化した奈保子。四足歩行で動く。当初はゴミを漁っているが、人間を見つけると襲いかかってくる。他の犬屍人と比べて耐久力が高い。
前田一家
父の隆信、母の真由美、娘の知子の3人家族。
半屍人・前田一家。
春海のシナリオに登場する。
半屍人と化した前田一家の3人。
知子は一階の廊下で落書きした後、二階の廊下でも落書きし、その後子供部屋で勉強する。
隆信は常に煙草をもっており、仏壇を拝んだ後、卓上ライターのある部屋で煙草に火をつけようと試みるが断念し、トイレで用を足そうとする。その後、風呂場で髪を洗う動作をする。
真由美は包丁を持っており、納戸の鍵が掛かっていることを確認すると、砂嵐のテレビを見て爆笑し、台所でまな板を包丁で無意味に叩き、その後玄関を見つめる。
高遠玲子
体育教師で春海を気にかけていた優しい人。名越から春海を守ったのち屍人化。
半屍人・玲子
春海のシナリオに登場する。
半屍人と化した玲子。武器は持たない。春海を守ろうとする意志が働いてか移動速度が遅く、身体能力が全キャラクター中で最低の春海でも逃げ切れるほど。
頭脳屍人・玲子
竹内のシナリオに登場する。
頭脳屍人へと変態した玲子。皮剥ぎ鎌を手にしている。こちらでは多聞相手だからか移動速度が速く、好戦的であり攻撃力も高い。
神代淳
神代家婿養子。堕辰子から攻撃を受け屍人化した、唯一無二の人物。
半屍人・淳
恭也のシナリオに堕辰子との対決の前座の中ボス的存在として立ち塞がる。
堕辰子の攻撃を直接受けて屍人化したためか、作中で最強の戦闘力をもつ屍人と化している。使用する武器は村田銃および日本刀の「焔薙」。
当初は巨大な石柱にかくれながら村田銃で狙撃してくるが、狩猟用狙撃銃で4回撃たれると、日本刀「焔薙」を構えて突進してくる。村田銃を手にしている際は腰だめで撃つため、構える際の隙が少ない上に精度が非常に高い。また、一発撃つ度に石柱から石柱へ走って移動するため隙が少ない。焔薙を手にしている際は狙撃銃による銃撃を受けても全く怯まない上にダメージも受けないが、宇理炎の炎を直撃させれば一撃で消滅させることが可能。

### 堕辰子（だたつし）
この世とは異なる別の世界から落ちてきた〈神〉の一種。
かつて羽生蛇村の村民がその肉を喰らったことから、村に呪いが降りかかることになった。
日光を極端に嫌い、わずかに曝されただけで身を焼かれる。そのため堕辰子を迎える場である屍人ノ巣のある一番奥層は、日光が届かないようにされている。日に4回聞こえるサイレンの音の正体は堕辰子の鳴き声、村に溢れる赤い水の正体は堕辰子の血である。
堕辰子の首は神の花嫁の儀式を行うための御神体で、冒頭で美耶子に破壊されたが、別の時間から来た比沙子が持ってきたことにより、儀式は再び行われることとなる。美耶子が完全な生け贄になると思われたが、恭也に血を分け与えた際に美耶子自身も恭也の血を微量取り込んでしまったため儀式は失敗、堕辰子は不完全な復活を遂げ暴走する。
その後は牧野（宮田）に屍人ノ巣を破壊されたことで日の光を浴びて瀕死状態となり、"いんふぇるの"へ逃げ出す。そして比沙子が自らの実（不死性）を捧げたことで完全体へと変貌。恭也と激突するが、宇理炎で再び身を焼かれ"木る伝"を宿した焔薙（日本刀）で首を落とされて敗北。その首は比沙子と共に首を必要とする時代へと運ばれることとなる。
本作のラストボスであり、最終決戦では姿を消した状態で恭也に接近して攻撃を繰り出す。攻撃時以外はこちらから目視することができないが、視界ジャックは可能であり、おおよその方向を読むことはできる。直前の神代淳戦で手に入れた焔薙は効かず、宇理炎でのみダメージを与えることができる。条件を満たすと焔薙が"木る伝"を宿し、光を纏った状態に限り堕辰子にダメージを与えられるようになる。
この状態の焔薙でとどめを刺すと真のエンディングを迎える（視界ジャックで視える美耶子の指差す方向に、堕辰子の姿が映る岩があり、これを利用して位置を捕捉することができる）。普通に攻撃しても難易度は高いが倒すことは可能。

## 登場する武器

### 鈍器
攻撃回数に制限がない近距離用の武器。全6種。攻撃方法は大攻撃と小攻撃の2種類あり、武器によって攻撃範囲が異なる。
- 火かき棒

須田が刈割で拾ったもの。頑丈で先端がフック状になっているため、隙間の鍵を取ったり鉄柵を壊したりとキーアイテムとしても重要な役割を果たす。
- ラチェットスパナ

宮田が車のトランクに積んでいた、建築現場等で用いられる工具。火かき棒に比べて威力が少し低く、リーチが長い。
- 傘

恩田が宮田医院の倉庫で入手した標準的な傘。威力はラチェットスパナよりもさらに低い。
- バール

高遠が羽生蛇小学校の体育館の倉庫で手に入れたもの。高遠の攻撃モーションが独特なためにリーチがやや短く隙が多いが、火かき棒を上回る威力がある。屍人が作ったバリケードを壊すのに必要なキーアイテムでもある。
- 鉄パイプ

竹内が屍人ノ巣内部で拾ったもの。リーチが長く、威力も高い。
- ネイルハンマー

宮田が大字粗戸のごみ箱で拾った鈍器。威力が鈍器のうちで最も高い。釘を抜くなどゲームの進行に不可欠なアイテムでもある。

### 銃器
弾数に限りがあるものの、高威力を誇る中-遠距離用の武器。全5種。拳銃は距離や明るさ、ロックオンしている時間によって命中率が左右され、特に中距離で威力を発揮する。狙撃銃は構えるとスコープ画面になり、遠距離の敵でも容易に倒すことができるが、近づかれると不利になってしまう。
- 38口径短銃

竹内が村に来る前から用意していた回転式拳銃。形状から、コルト・ディティクティブとみられる。入手ルートは不明。装弾数は6発。
- 26年式拳銃

日本陸軍で制式採用されていた回転式拳銃。大戦中に軍部と村につながりがあったことを示す武器でもあり、作中では合石岳で美浜奈保子が入手。装弾数は6発。9mm弾を使用する他、スイングアウトして排莢し装填するなど実銃と異なる部分もみられる。
- 38口径警察銃

日本の警察官が標準装備している回転式拳銃。作中では石田が所持していたほか、村を徘徊する一部の屍人が装備している。装弾数は5発。
- 22年式村田銃

明治時代に開発された連発式小銃。猟師の志村が狙撃に用いる。作中に登場するものは狙撃鏡が装備されていないが、射撃時に独特な照準器が表示される。装弾数は8発。実在の22年式村田銃は、民間に払い下げられることなく猟銃として出回らなかった銃である。
- 狩猟用狙撃銃

須田が屍人ノ巣で拾った狙撃銃。装弾数は5発。

### その他
最終決戦でのみ使用可能な特殊武器。
- 宇理炎

剣と盾の文様が刻まれた二対の土器で、ゲーム中に使用するのは盾の方。三隅郷土館指定重要文化財。前方に激しい火柱を立ち昇らせる「煉獄の炎」を発動する。神代淳を一撃で葬り、堕辰子をも3回当てれば倒せるほどの威力を誇るが、発動まで時間が掛かるため、直接狙って当てるよりも敵の動きを読んで火柱に自ら突っ込ませるのが望ましい。使用回数は無制限。
- 焔薙

神代家に伝わる日本刀。神代家に代々伝わる宝刀で、眞魚岩から採取された隕鉄を鍛えて造られた。最終決戦で神代淳が取り出すが、彼が倒されると須田の手に渡る。分類上は鈍器に近く、小攻撃で突き、大攻撃で斬りをくり出す。しかし堕辰子戦でしか使用できず、通常では堕辰子にダメージをほとんど与えることができない。条件を満たすと"木る伝"を宿し、刀身が白く輝くようになり、堕辰子にもダメージを与えられる。攻撃する、視界ジャックを行う、武器を持ち替えるなどで輝きが消え、5秒たつと再び輝く。大攻撃は宇理炎並の威力があるが、小攻撃は弱い。

## 用語
赤い水
羽生蛇村で異変が発生した後に村の各所に出現した赤い液体。赤い水の正体は堕辰子の血。
発生前に村内にあった水がほぼすべてこの赤い水に置き換わっており、雨までもが赤くなっている。体内に取り込むことによって怪我の治癒や体力の回復といった効果が表れるが、一定量以上摂取すると同量の血液が体内から排出され、屍人へと変異する。また、体内に微量でも吸収すると黄泉戸喫（よもつへぐい）の原理に従って、現世に還ることができなくなってしまう。
そのため、作中でも一切赤い水を取り込むことがなかった四方田春海のみが現世に生還している。
赤い海
村の周囲を寸断するように広がっているその名の通り赤い色の海。
赤い水によって構成されるもので、サイレンの音は海の向こうから聞こえている。サイレンに誘われ、屍人となる海送り・海還りが行われる。屍人は赤い海と一体になることによって不老不死を得る。
海送り・海還り
本来は眞魚教に関連した村の民俗行事であり、旧暦の大晦日から元日まで行われる。大晦日に黒装束を着て眞魚川に入り一年の罪や穢れを清める儀式が海送りで、水辺を現世と常世の境目と見立て現世の穢れを水に流し、常世（不老不死の理想郷）の神の恩恵を願ったものが始まりとされている。そして年が明けて海送りを終えると行われる儀式が海還りで、穢れを清めた人が常世の神の恩恵を受けたとされ、村人からもてなしを受けるものである。
怪異発生後においては、半屍人が次の段階の蜘蛛屍人や犬屍人などへと変異するための行為となっている。サイレンの鳴動とともに海送りが漸次行われ、その五時間後に海還りが行われ、変異した屍人が再び村へと戻ってくる。作中では初日の12時に牧野慶と前田知子が海送り、同日17時に安野依子と志村晃が海還りを蛭ノ塚付近で目撃している。
サイレン
本作のタイトルにもなっているキーワード。午前0時から6時間毎に1日計4回村中に鳴り響く大音響であり、その正体は堕辰子の鳴き声。
サイレンには赤い水を取り込んだ半屍人に対して海送り・海還りをすることを強く誘惑する効果がある。
8月2日0時のサイレンによって羽生蛇村が異界に取り込まれた。また、サイレンを合図として海送り・海還りが起きる。鳴動とともに村を異界に取り込む。本作で登場する羽生蛇村が1976年のものと2003年のものが混ざっているのは、堕辰子の降臨によって現世から取り込まれたあらゆる時代の羽生蛇村の光景が出現するためである。
永遠の命
赤い水を摂取し、神と同化することによって得られる不老不死の概念。ただし永遠不変となる代償として、人間は屍人のような異形の存在になる。
八尾比沙子は、684年に堕辰子の肉を喰らったために永遠の呪いをその身と村に受けた。神代美耶子の血を受けた須田恭也は屍人化しない呪いを持つ不老不死となっており、羽生蛇村やその他の異界に住む異形の存在を滅し続けるジェノサイダーとなった。竹内多聞は屍人化しはじめに赤い水たまりを通して微量に恭也の血を摂取したため、人間と屍人の中間の存在になってしまい、安野依子は物語中盤で宮田によって恭也の血を輸血され恭也と同じ体質になっている。
儀式
数十年おきに羽生蛇村で伝統的に行われている眞魚教の秘祭。8月1日深夜に須田が山中で目撃した儀式であり、神代家の娘を神の花嫁として生贄にするという内容である。
儀式は求導師によって司られ、失敗すると村に災厄が降りかかるとされる。1976年に行われた儀式は失敗しており、村が異界に取り込まれ、現実世界では土砂災害という形で表れた。
この儀式は永遠の呪いを受けた八尾の贖罪という実態を持つものであり、自らの子孫である神代家の姉妹のうち妹を「美耶子」と名付け、初潮を迎えた時期を以って「実」として堕辰子に捧げる儀式を数十年おきにおよそ1300年間執り行ってきた。実となる少女もその姉も八尾の呪いを受け継いで永遠の命を持っている。
宇理炎（うりえん）
剣と盾の文様が刻まれた二対の土器。それぞれ男女を模した土偶のような形をしており、三隅郡の重要文化財に指定されている。宇理炎の名前の由来は「ウリエル」から。
不死の存在を消し去る力を持っており、発動時には煉獄の炎によって対象が焼き尽くされる。屍人を完全に倒すための唯一の武器であるが、使用者の命を代償に発動するため、発動とともに使用者はまもなく絶命する。
宮田は羽生蛇水門の爆破後にダムの底で屍人になることに抗って長い間苦しみ続けていた人々を永遠の呪いから解放すべく、宇理炎を発動させたのちに死亡した。須田は堕辰子との戦いで何度も使用しているが、絶命しないのは前述の通り、神代の血を体内に取り込んで永遠の命を得たためである。
眞魚教（まなきょう）
羽生蛇村に浸透している土着の宗教。不入谷の教会を拠点とし、教主である求導師（きゅうどうし）と求導女（きゅうどうめ）と呼ばれる人物が中心となって信仰が行われている。
ルーツは飛鳥時代まで遡り、1300年にわたる羽生蛇村の歴史と共に宗教として形式化されていった。現在の眞魚教は、徳川幕府の宗教弾圧によって密教となった江戸時代に、同じく密教化したキリスト教の影響を強く受けたため、儀式や用語なども似たものになっている。
眞魚教の象徴であるマナ字架は「生」という漢字を逆さにしたデザインで、信者が持つメダルや、村独自の墓碑としても用いられ、村で生まれた新生児の額に魔除けのために墨で描く風習がある。名前の由来は「生（なま）」の逆さ読みだが、「生きる」の逆で「生きない」という隠喩も込められている。
羽生蛇村異聞（はにゅうだむらいぶん）
シナリオライターの佐藤直子によって執筆された本作の外伝小説。全五話から構成され、公式サイトおよびサイレンマニアックスにて掲載されている。
内容は本編開始前に羽生蛇村で起きた怪異や27年前の災厄が語られ、SIRENのストーリーを補完するものである。
韓国版発売時に韓国側関係者から外伝小説制作を提案されたことで誕生した。
アーカイブ
作中の各所に存在する文物。
ストーリーや作品の世界を理解するためのものであり、全100種類配置されている。多くは新聞記事や日記、写真などのほかにニュース映像やテープレコーダーといった音声記録であり、すべて制作スタッフによって実際に作成された上で実写の画像を表示している。
中にはシナリオクリアのために必要なものやミニゲームなどの特典解除に必須なものもあり、隠しアイテム的存在である。

## 楽曲
イメージソング・エンディングテーマ「奉神御詠歌」
作曲：冷水ひとみ、作詞：佐藤直子、唄：柚楽弥衣/倍音S
ジェノサイドエンドテーマ「THE BUSTER!」
作曲：朝倉紀行、唄：Alpha Eastman（朝倉紀行）

## 制作

### 背景
外山圭一郎は『サイレントヒル』でのディレクションを通じて自分の未熟さを感じたため、次回作である『夜明けのマリコ』ではデザインリーダーを務めた。ディレクターとは異なる視点を得た外山は新作を作る自信をつけ、これら2作品でかかわった佐藤直子に声をかけ、本作の開発に乗り出した。
開発初期には「SIREN」ではなく、「呪海（じゅかい）」というタイトルで制作が進められていた。また、「SIREN/サイレン」という名称も当初は商標登録が絶望的と見込まれていたが、2003年4月4日に登録がなされた。

### セッティング
「現実と錯覚するような世界」というコンセプトが立てられ、主人公の須田恭也がよく出入りする「オカルトランド画像掲示板」は現実のインターネットにも再現された。
また、「アーカイブ」と呼ばれるアイテム群にはそれぞれ背景が設けられ、本作の世界観を補強する役割を担った。
世界観はクトゥルフ神話から影響を受けており、これはシリーズの他作品にも該当する。
本作は陸の孤島と言われる羽生蛇村を舞台としており、埼玉県秩父郡の廃村をモデルとしている。地方の寒村が舞台となった経緯としては、サイレントヒルの制作に携わっていたシナリオライターの佐藤直子が同作の舞台であるアメリカの地方都市を描くうちに、日本人にとってなじみ深い日常を描写することでホラーゲームの不安感を作り出すことができるのではないかと考えたことに端を発している。
本作の大きな特徴の一つである、多視点かつ複雑なシナリオの実現には、登場人物の行動を記録したタイムテーブルが大きな役割を果たしており、数年間にわたる調整の末、限界が来たところで完成と判断された。タイムテーブルの調整に際し、外山は「同一人物が同一の舞台を流用しないこと」「入り口と出口は別にすること」「昼と夜の時間帯を重複させないこと」というこだわりがあったと2023年のインタビューの中で振り返っている。たとえば、牧野慶と宮田司郎の場合、当初外山は「双子だけど名字が異なれば何か裏があるのでは?」程度にしか考えていなかったものの、タイムテーブルの制作を通じてそれぞれに課せられた役割を深堀りできたとインタビューの中で振り返っており、このように各人のタイムテーブルを通じて全体が結び付く瞬間がおもしろいと話している。
一方、登場人物の描写はあえて断片的に描いており、この手法について外山は小野不由美の『屍鬼』からの影響であることを認めている。

### 映像表現・キャスティング
映像は、メニュー画面を除き、すべてフル3Dポリゴンで構築されている。ゲーム中に登場する各3Dポリゴンキャラクターは、実在の演者を基に作られており、キャラクターの体型および顔のテクスチャが演者から再現されている。また、キャラクターの声も同一の人物があてている。ただし、メニュー画面に表示されるキャラクターの顔は、3Dモデルのものではなく、モデルとなった演者の実写真である。
顔の表情は、口やまぶたのポリゴンを動かして付けているのではなく、豊富なテクスチャパターンをフェードインするように切り替えて付けている。このテクスチャとして取り込まれた実物の人間の顔は、3Dゲームにありがちな左右対称の完全に整った顔立ちとはまた趣の違う（実際の人間の顔は万人みな左右非対称である）、生々しく写実的な雰囲気を生み出しており、特に暗い場面などの視認性の悪い状況では、実写映画と錯覚させるほどである。

## 反響
作品の発売前後にプレイステーションの枠で放送されていたTVCMが「CMを見た子供が怖がる」などの苦情があったため、予定より2日も早く放送中止になった。
ストーリーやビジュアルには、和製ホラーのドラマや映画からの影響が数多く見られる。難解なストーリー構成や謎をあえて残したまま終わるエンディング、また近年の和製ゲームの中でも群を抜いた難易度などは賛否両論あるものの、ホラーゲームには珍しい日本的テーマや独特のストーリー、挑戦的なシステムなどから一部で熱狂的な人気を集めた。

## 漫画版
魔声
『SIREN MANIACS -サイレン公式完全解析本-』の巻末に掲載された伊藤潤二による読み切り作品。「伊藤潤二的解釈によるもう一つのサイレン」と記載されており、不漁に悩む漁師たちを題材に描かれている。
人魚の記憶
『SIREN MANIACS -サイレン2公式完全解析本-』の巻末に掲載された諸星大二郎による読み切り作品。幼い頃に行方不明になった姉に纏わる記憶に悩む青年が描かれている。氏の単行本『闇の鶯』にも収録されている。
SIREN -赤イ海ノ呼ビ声-
新耳袋アトモスで2014年夏号（2014年7月17日発売）から連載。作画は神尾亘。監修は外山圭一郎らproject SIREN teamが務める。
ゲーム本編で語られなかった細かい部分をオリジナルの描写で補完しつつ、時系列に沿って忠実に描いている。後に新耳袋アトモスが休刊したため、Web漫画サイト画楽ノ杜に掲載の場を移して連載再開予定だったが、神尾の体調の都合で再開中止（打ち切り）となった。
- 『SIREN -赤イ海ノ呼ビ声- 1』 2015年12月18日発売 ISBN 978-4-8342-3238-7

SIREN No.46竹内多聞研究ノート
Web漫画サイト画楽ノ杜にて2016年10月27日に読み切り掲載された作品。脚本を酒井義、作画は飯星シンヤが担当。
竹内多聞を主人公としたスピンオフ作品となっている。
SIREN ReBIRTH
Web漫画サイトZで2018年3月2日から2020年11月6日まで連載。全8巻。完結後はヤンジャン!にて再連載している。監修は『-赤イ海ノ呼ビ声-』同様project SIREN teamが務め、脚本は酒井義、作画を浅田有皆が担当。
リブート版として制作され、本作を新たな解釈で描いており、作中の舞台は2019年の平成31年に変更されているため、「登場人物がスマートフォンを所持する」など、時代に合わせた描写が成されている。また、上述の『-赤イ海ノ呼ビ声-』同様、時系列に沿って描かれる。
6巻以降は電子書籍でのみ出版されている。
- 『SIREN ReBIRTH 1』2018年7月19日発売 エラー: 日付が正しく記入されていません。。ISBN 978-4834232684。
- 『SIREN ReBIRTH 2』2018年11月19日発売 エラー: 日付が正しく記入されていません。。ISBN 978-4834232738。
- 『SIREN ReBIRTH 3』2019年4月19日発売 エラー: 日付が正しく記入されていません。。ISBN 978-4834232790。
- 『SIREN ReBIRTH 4』2019年7月19日発売 エラー: 日付が正しく記入されていません。。ISBN 978-4834232837。
- 『SIREN ReBIRTH 5』2020年6月19日発売 エラー: 日付が正しく記入されていません。。ISBN 978-4834232905。
- 『SIREN ReBIRTH 6』2020年11月19日発売 エラー: 日付が正しく記入されていません。。ASIN B08MT1XM2G。
- 『SIREN ReBIRTH 7』2021年6月18日発売 エラー: 日付が正しく記入されていません。。ASIN B096G2HQLK。
- 『SIREN ReBIRTH 8』2021年7月19日発売 エラー: 日付が正しく記入されていません。。ASIN B098NV7QVQ。